# Хаджихасанли, Шейх Сардар
Шейх Сардар Хаджихасанли (азерб. Şeyx Sərdar Hacıhəsənli) (полное и настоящее имя: Бабаев Сардар Акиф оглы (азерб. Sərdar Akif oğlu Babayev)) — азербайджанский богослов, религиозный деятель, член Собрания азербайджанских богословов (ARM), основатель и главный редактор сайта Maide.Az, эксперт и исследователь по исламским наукам.

## Биография
Бабаев Сардар Акиф оглы родился 12 марта 1974 году в Азербайджанская ССР в Масаллинском районе.
Воспитанный в одной из благородных и знатных семей Масаллы, Сардар в семь лет пошел в школу и во время распада Советского союза окончил среднее обучение в первой районной школе. Сардар, который был пятым ребёнком из шести детей покойного Машхади Акифа, с самого детства проявлял интерес к религии. И с юношества он начал осваивать религиозные вопросы у местных Богословов. В 15-ти — 16-ти летнем возрасте Сардар начал пропаганду религии в Масаллы и одновременно в окрестностях. Принимая во внимание необходимость людей, Сардар в священный месяц Рамазан, Мухаррам и Сафар читал в день по три и даже четыре проповеди, и проводил религиозные обряды.
В свое время известный в области как религиозный деятель и молодой Богослов, Сардар с целью пополнить свои духовные ценности и религиозные знания отправляется к покойному Молле Байлару, который славился научными знаниями и высокой нравственностью.
В короткое время молодой Сардар привлёкший, своим интеллектом и сообразительностью внимание своего наставника удостаивается чести быть особым учеником и получать индивидуальные уроки почти до последних дней жизни своего учителя.
Сардар считающий Моллу Байлара своим настоящим учителем, духовным отцом, а его наставления для себя указанием к действию, дабы продолжить своё религиозное образование на высшем уровне, отправляется в центр исламских наук в город Кум.
Шейх Сардар уже в 1992 году посещал уроки известных ученых Кумсской семинарии. Шейх Сардар получал свои знания у известных исследователей, преподавателей и муджтахидов и занимался воспитанием своей души. Этот семинарист наряду с получением знаний по Кораническим наукам и толкованию Корана у Аятуллаха Джавади Амоли, по теории нравственности у Аятуллаха Мазахири и покойного Аятуллаха Мешкини, по практической нравственности у Аятуллаха Ахмади Миянаджи, периодически получал духовную пищу у известного ученого и мистика покойного Аятуллаха Шейха Мухаммада Таки Бахджата.
Худжат-уль-ислам Шейх Сардар после десяти лет духовного очищения и обучения, в 2000 году был приглашён в Ирано-Кыргызский исламский университет в город Бишкек в качестве учителя, и так он начал свою научную деятельность на международном уровне.
Шейх Сардар небезразличный к судьбе соотечественников, высланных в ссылку в Казахстан и Кыргызстан в первой половине 20-го века; наряду с преподавательской деятельностью в Казахстанском Университете Иностранных языков отвечает на волнующие людей религиозные вопросы и пропагандирует Исламскую религию в Алматы и других близлежащих городах и сёлах. На протяжении восьми лет религиозной деятельности в Средней Азии, уважаемый и любимый многими Шейх Сардар был приглашён верующими и с уважением принят во многих городах России.
Этот учёный и проповедник на территории бывшего советского союза, известный среди народа своими независимыми и здоровыми религиозными взглядами в 2008 году принимает решение служить азербайджанскому народу, и в итоге после долгих лет переселения Шейх Сардар возвращается на Родину.
В Масаллы он, по приглашению представителя южного региона Управление мусульман Кавказа, начал читать пятничные проповеди в городской соборной мечети.
Для того, чтобы просвещать людей в доступной и современной форме об учении Ахль аль-Байт (ДБМ) и Корана, Шейх Сардар при сотрудничестве группы учёных и служителей религии, создал портал Maide.Az.
Посвятивший свою жизнь исламу и просвещению азербайджанцев-мусульман, Шейх Сардар член Собрания азербайджанских богословов (ARM), несмотря на давление, всегда в центре внимания ставил национальные интересы. Шейх с трибуны Пятничной мечети, и при любой другой возможности вёл борьбу с общим горем и болью народа: наркоманией, расточительством, самоубийством, безграмотностью, расизмом, радикализмом, расколе между религиями и течениями, коррупцией, исламофобией, несправедливостью, неправомерностью, безответственностью, произволом госслужащих и социального упадка, и всегда воскрешал среди людей национальные и нравственные ценности.
Шейх Сардар не знает ни каких препятствий на пути защиты Ислама. Он никогда не оставляет без внимания терроризм, насилие, пропаганду и незаконные шаги против Ислама и исламских атрибутов что внутри страны, что во всем Мире. Он осуждает все мерзкие планы и неприятные решения против религии, для решения которых он предпочитает использовать здравый ум, логику и обсуждение.
Женат, имеет трех детей.
В 2009 году побывал в Хадже, и несколько раз посещал шиитские святыни в Ираке и Иране.

## Арест и суд
22 февраля 2017 года Масаллинский районный суд избрал меру лишения свободы в отношении Богослова Шейха Сардара на срок 1 месяца и 7-ми дней. Адвокат не присутствовал во время заседания суда. Сардар Бабаев был задержан на основании жалобы главы исполнительной власти Рафиля Гусейнова, и против него было заведено дело по статье 168.1.3 Уголовного Кодекса Азербайджанской Республики: нарушение требований проведения религиозной пропаганды и религиозных церемоний. 3 июля в 2017 году решением Масаллинского районного суда приговорён к 3-м годам лишения свободы.
В июле того же года (2017) адвокаты защищающие права Шейха Сардара Хаджихасанли подали в Баку апелляционную жалобу против решения принятого относительно их подзащитного.
Один из адвокатов Шейха Сардара Джавад Джавадов сообщил относительно этого: «В апелляции на основании того, что в действиях Сардара Бабаева нет следов преступления, требуем оправдательный приговор». Адвокат Джалилов дополнил: «В то же время мы намерены принять к сведению ознакомление на этой неделе с протоколом судебного заседания». 6 апреля 2017 года в Ширванском апелляционном суде была рассмотрена жалоба относительно продления меры заключения Сардара Хаджихасанли, принятая Масаллинским районным судом. Адвокат Джавад Джавадов отметил, что были недовольные тем, что снова дорога, ведущая к суду, была перекрыта полицией: «Полиция снова не хотела пропускать машину, которая везла меня в суд. Когда поняли, что я адвокат и без меня заседание суда не состоится пропустили мою машину. Суд оставил в силе прежнее решение и принял решение на лишение свободы Бабаева Сардара.
13 февраля 2018 года в Верховном суде состоялось слушание кассационной жалобы относительно меры лишения свободы в отношении Бабаева Сардара.
Во время процесса под председательством судьи Гульзар Рзаевой на нём также присутствовали Шейх Сардар Хаджихасанли, адвокат Джавад Джавадов, представители СМИ, общественные и политические деятели. Ни одно ходатайство, поданное адвокатом Джавадом Джавадовым, не было удовлетворено судом. Выступивший на процессе Сардар Хаджихасанли заявил о своей невиновности и незаконности ареста: со дня заключения под стражу и по сей день ни одни правдивые ходатайства, поданные моими адвокатами на всех состоявшихся процессах, не были удовлетворены. Когда в следственном органе, я спросил причину своего ареста, мне ответили, что я задержан за молитвы и пятничные проповеди в мечети. Также, как и с прежних заседаний я ничего не ожидаю и с этого процесса. Так как до сих пор не могу понять причину моего заключения. Иногда пятничный намаз, иногда проповедь, иногда моё обучение заграницей приводили основой для задержания. Наверное, если бы я вместо Ислама проповедовал не Ислам, а атеизм, буддизм или же проповедовал безнравственность, меня бы не арестовали». Сардар Хаджихасанли подчеркнул, что расследование и судебное разбирательство не проводились в соответствии с правовыми нормами. «Представьте себе, что ответы свидетелей в суде и на следствии противоречат друг другу. Но Суд не только не принимает это во внимание, но и даже не стесняется направлять свидетелей». Судья прервала выступление Бабаева Сардара. После совещания, судья оставляет в силе решение Ширванского апелляционного суда неизменным.
В сентябре 2018 года в Европейский суд по правам человека (ЕСПЧ) подана жалоба Шейха Сардара Хаджихасанли. Суд начал процесс коммуникации. ЕСПЧ представил правительству Азербайджана вопросы о нарушенных статьях Европейской конвенции по правам человека (HRA) по делу Сардара Хаджихасанли.
Европейский суд напоминает, что статья 3 (запрещение пыток), 5.1, 5.3, 5.4 (свобода и право неприкосновенности), 6.2 (презумпция невиновности), 9 (свобода мысли, совести и религии), 10 (свобода выражения мыслей) 11 (свобода собраний и союзов), 14 (запрет дискриминации), на основании нарушения статей потребовал у правительства в связи с этим дать разъяснения.
Азербайджанские священнослужители, Собрание азербайджанских богословов (ARM), Союз писателей «Галам», Исламская партия Азербайджана, DEVAMM (Центр по защите свободы совести и вероисповедания), Всемирная Ассамблея Ахл-уль-Бейт (ДБМ), азербайджанские общественные деятели и др. организации и частные лица выступили против ареста Шейха Сардара и назвали решение суда незаконным.
Шейх Сардар Гаджигасанлы (Бабаев) освобождённый в феврале 2020 года был повторно задержан 19 октября 2021 года сотрудниками Службы государственной безопасности (СГБ). Ему было предъявлено обвинение по статье 274 (госизмена) УК Азербайджана. 21 октября Сабаильский районный суд ввел меру пресечения сроком на шесть месяцев заключения под стражу. Он не признал себя виновным. 27 октября того же года была рассмотрена апелляционная жалоба на решение суда о его аресте. Бакинский апелляционный суд жалобу не удовлетворил.
14 апреля 2022 года решением Сабаильского районного суда срок содержания под стражей богослова Сардара Бабаева (Гаджигасанли) в период  следствия  был продлен еще на 5 месяцев, до 19 сентября 2022 года.

## Статьи
- `YENƏ HƏMİN XƏTDİR, HƏMİN KOORDİNAT` (азерб.). maide.az (7 июня 2013). Дата обращения: 13 января 2019. Архивировано 13 января 2019 года.
- Bizi öz ünvanımızla mühakimə edin! (азерб.). maide.az (7 июня 2013). Дата обращения: 13 января 2019. Архивировано 13 января 2019 года.
- Silahımız əqidəmiz, dayağımız Rəbbimizdir! (азерб.). maide.az (7 июня 2013). Дата обращения: 13 января 2019. Архивировано 13 января 2019 года.
- Quran və Ziyalı (азерб.). maide.az (7 июня 2013). Дата обращения: 13 января 2019. Архивировано 13 января 2019 года.